# Didier Robert
Pour les articles homonymes, voir Robert.
Didier Robert, né le 26 avril 1964 à Saint-Pierre, est un homme politique français.
Engagé à droite de l’échiquier politique, il est adjoint au maire du Tampon de 2001 à 2006 et conseiller régional de La Réunion de 2004 à 2007. Il devient maire du Tampon et président de la communauté de communes du Sud en 2006, puis est élu député dans la 3e circonscription de La Réunion en 2007, succédant dans ces trois fonctions à André Thien Ah Koon.
En 2010, il est élu président du conseil régional de La Réunion, et démissionne de son mandat de maire. Il quitte son mandat de député la même année, missionné par le gouvernement. 
Après avoir perdu la présidence d’intercommunalité, il devient sénateur en 2014 à la faveur d’une démission. Réélu à la tête de la région en 2015, il renonce en 2017 à briguer un nouveau mandat parlementaire.
Candidat aux élections municipales de 2020 à Saint-Denis, il est élu conseiller municipal lors de ce scrutin. Il perd son mandat de président du conseil régional à l'issue des élections régionales de 2021.
Sa carrière politique est marquée par plusieurs controverses et démêlés judiciaires. Condamné en 2021 à trois ans d'inéligibilité pour prise illégale d’intérêts et abus de biens sociaux, il met un terme à sa carrière politique.

## Situation personnelle

### Jeunesse et études
Didier Robert est le fils d’Anthony Robert, policier municipal, et de Jocelyne Clairivet, institutrice.
Il est scolarisé à l’École militaire préparatoire de La Réunion (EMPR), au Tampon. Il obtient le baccalauréat série B, puis un DUT en gestion des entreprises et des administrations à l'IUT de Limoges en 1983. Titulaire en 1985 d'une licence AES à la faculté de droit et sciences économiques de Limoges, il étudie ensuite Sciences Po Aix dans la section économique et financière, d'où il sort diplômé en 1987,.
Il affirme être croyant catholique « mais pas un fervent pratiquant ».

### Famille
Il est père de trois enfants. Didier Robert est marié avec Corinne Peyron-Beaulieu, une communicante politique. Corine Beaulieu est diplômée de l'université de La Réunion. Elle commence sa carrière en tant que chargée de communication institutionnelle au conseil régional de La Réunion. À partir de 1998, elle travaille pendant neuf ans au cabinet de Jean-Luc Poudroux au conseil général en tant que responsable de la communication. En 2007, contactée par Didier Robert, elle devient directrice de la communication de la mairie du Tampon, qu'il dirige. En 2010, quand son époux prend la tête de la région, elle devient directrice de la communication et chef de cabinet.

### Carrière professionnelle
Durant ses études, il souhaite être expert-comptable.
Une fois diplômé en 1987, il revient à La Réunion en tant que volontaire de l’aide technique (VAT). Il travaille au secrétariat social et juridique de la mairie du Tampon, administrée par André Thien Ah Koon. De 1989 à 1990, il travaille comme directeur de la Compagnie générale automobile (CGA), entreprise dont la licence d'exploitation appartient à la famille Thien Ah Koon.
En 1991, il devient directeur de cabinet du maire du Tampon, toujours André Thien Ah Koon, fonction qu’il occupera pendant sept ans. De 1998 à 2000, il est collaborateur de cabinet du président du conseil général qui est alors Jean-Luc Poudroux.
De 2000 à 2005, il est le directeur de cabinet du maire de Saint-Paul, Alain Bénard.

## Parcours politique

### Élu du Tampon (2001-2014)
En 2001, il est élu conseiller municipal du Tampon sur la liste d'André Thien Ah Koon et devient adjoint au maire. Alors qu'André Thien Ah Koon est présenté comme le « père spirituel » de Didier Robert à ses débuts, il prend ses distances avec celui-ci à la fin des années 2000.
Il est élu maire du Tampon le 20 janvier 2006, après la démission d'André Thien Ah Koon relative à des problèmes judiciaires. Il était jusque-là dixième adjoint de la ville.
Lors des élections municipales de 2008, la liste qu'il conduit l'emporte dès le premier tour. Il est ainsi élu maire du Tampon, puis président de la communauté de communes du Sud (CCSUD), qui devient la communauté d'agglomération du Sud (CASUD) le 1er janvier 2010. Sa gestion est vivement critiquée par l'opposition et fait l'objet d'un rapport de la chambre régionale des comptes. Ce rapport fait état notamment d'une hausse annuelle des charges de gestion de 5 % en moyenne, du triplement de la masse salariale entre 2005 et 2010, d'une hausse notable de l'endettement et d'une forte augmentation des dépenses de cérémonie. 
À la suite des élections régionales de 2010, il démissionne de la mairie du Tampon pour cause de cumul des mandats ; Paulet Payet est élu pour le remplacer le 13 avril. Il reste toutefois premier adjoint au maire chargé des affaires scolaires, de l'environnement et de l'aménagement du territoire et président de la CASUD.
Lors des élections municipales de 2014, il est candidat en deuxième position sur la liste UMP-UDI menée par Nathalie Bassire. Toutefois, cette liste, avec 17,5 % des voix, est devancée au premier tour tour par celles conduites respectivement par André Thien Ah Koon (39,7 %) et Paulet Payet (19,0 %), maire sortant. Nathalie Bassire ne se maintient pas au second tour et Didier Robert perd ses mandats de conseiller municipal et de président de la CASUD.

### Conseiller régional (2004-2007)

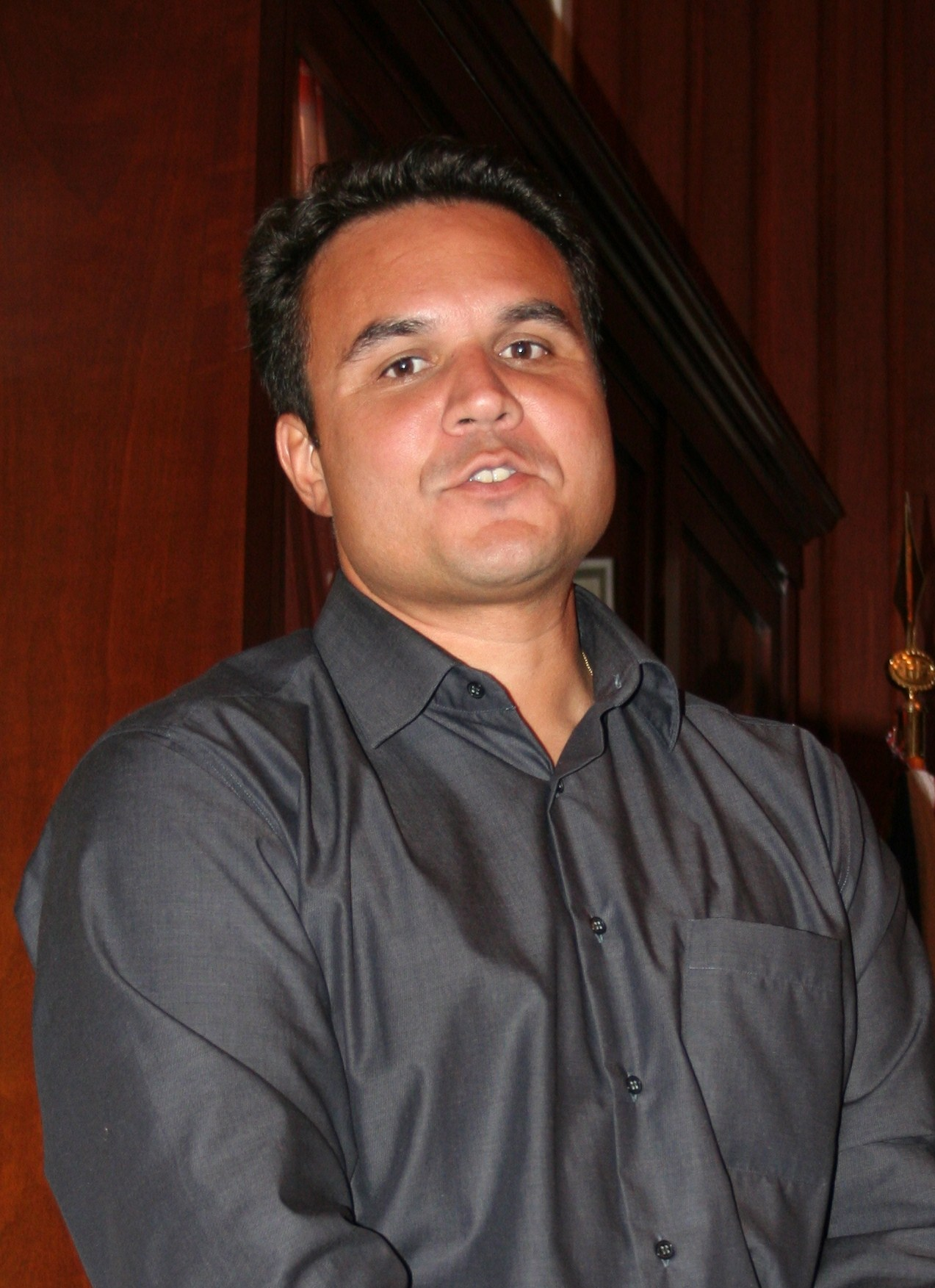
Didier Robert en 2006.

Du 30 mars 2004 au 30 juin 2007, il est conseiller régional de La Réunion, élu sur la liste d’Alain Bénard (qui est en même temps son employeur en tant que maire de Saint-Paul). Il est membre de la commission permanente. Il doit démissionner de cette fonction pour cause de cumul des mandats.

### Député (2007-2010)
Candidat officiel de l'Union pour un mouvement populaire aux élections législatives de 2007 dans la 3e circonscription de La Réunion, il est élu au second tour avec 62,4 % des voix face à Paul Vergès, président de la région et chef du Parti communiste réunionnais (PCR). Il succède à André Thien Ah Koon, dont le siège était resté vacant depuis sa démission de l’Assemblée nationale, l’année précédente, à la suite de sa condamnation.
À l'Assemblée nationale, Didier Robert est membre de le commission de la Défense nationale et des Forces armées, de la commission des Affaires culturelles et de l'Éducation et de la commission des Lois constitutionnelles, de la Législation et de l'Administration générale de la République. Il est un temps vice-président du groupe d’amitié avec l’Australie et secrétaire du groupe d’amitié avec Madagascar.
Membre de l'UMP, il la quitte en 2008 avec d'autres élus, dont René-Paul Victoria, après la réélection de Nassimah Dindar à la présidence du conseil général par une coalition de gauche, du MoDem et divers droite, au détriment de Jean-Louis Lagourgue.
Le 16 avril 2008, il fonde le parti Objectif Réunion avec René-Paul Victoria, Michel Fontaine, Jean-Louis Lagourgue et une trentaine d'élus locaux ayant quitté l'UMP. Toutefois, bien qu'ayant quitté l’UMP, il est élu au bureau politique du parti le 24 janvier 2009, au titre des DOM-TOM, et est reçu par Nicolas Sarkozy à l'Élysée le 3 février.
Le 12 mai 2010, il est chargé par le Premier ministre, François Fillon, d’une mission auprès du secrétaire d’État chargé du Commerce, de l’Artisanat, des Petites et moyennes entreprises, du Tourisme, des Services et de la Consommation. Didier Robert voit sa mission prolongée en novembre 2010, entraînant sa démission de son mandat de député ; celui-ci revient à sa suppléante Jacqueline Farreyrol. Devenu président de région en mars de la même année, il était en situation de cumul des mandats.

### Sénateur (2014-2017)
En juillet 2014, en tant que troisième de liste aux élections sénatoriales de 2011 conduite par Michel Fontaine, Didier Robert devient sénateur de La Réunion après la démission de Jacqueline Farreyrol de son mandat de sénatrice. Il est membre du groupe UMP puis LR, de la commission des Affaires sociales et de la délégation sénatoriale aux Outre-mer.
En 2015, la presse révèle qu’il est sanctionné par le Sénat pour cause d’absentéisme. Il a possiblement eu une retenue sur salaire de 2 100 €, toutefois, le président du Sénat Gérard Larcher ayant refusé de révéler officiellement les noms des sénateurs sanctionnés, il n’est pas possible de savoir s’il y a réellement eu une sanction. De plus, la presse avance l’hypothèse que les élus absentéistes d’Outre-mer ont pu faire valoir la distance pour échapper à la sanction. Il est avant-dernier de la liste des plus absents avant Paul Vergès. Au total, sur l’année 2015, il n’a été présent que deux semaines au Sénat, n’a participé qu’à trois réunions de commission où il a fait trois interventions, mais il ne s’est jamais exprimé dans l’hémicycle. La sénatrice Catherine Tasca juge ce comportement comparable à un « emploi fictif »,. 
À l'inverse de son groupe, le 7 décembre 2016, il vote la loi du gouvernement socialiste réprimant dans tous les médias le « délit d'entrave à l'IVG ».
En raison de la nouvelle réglementation sur le non-cumul des mandats, il décide de ne pas briguer un nouveau mandat de sénateur aux élections de 2017. À l'issue de celles-ci, la liste d'union de la droite, menée par Nassimah Dindar, remporte trois sièges de sénateurs sur quatre.

### Président du conseil régional de La Réunion (2010-2021)
Le 21 mars 2010, la liste qu'il conduit remporte les élections régionales à La Réunion, avec 45,5 % des voix et 27 sièges sur 45, dans le cadre d'une triangulaire face au président sortant Paul Vergès et au socialiste Michel Vergoz. La Réunion est ainsi l'une des deux seules régions à basculer de gauche à droite lors de ce scrutin en France, avec la Guyane. Le 26 mars, il est élu président du conseil régional de La Réunion.
Parmi ses premières mesures à la tête de la région, il décide de remettre en question le projet de tram-train engagé par la précédente majorité, estimant que La Réunion « n'[a] pas les moyens de le financer. L'ancien président de la région a, en toute connaissance de cause, quand même signé ce contrat au mois de décembre 2009, soit à peine trois mois avant une élection générale, et porte toute la responsabilité de ce terrible gâchis financier. Il devra en assumer pleinement toutes les conséquences ». Le 15 juin 2010, la commission permanente du conseil régional approuve les principaux chantiers de la mandature, prévoyant surtout l'octroi de 3 millions d'euros de subventions supplémentaires dans les secteurs de l'hôtellerie et des loisirs, de 3,3 millions d'euros pour la formation professionnelle et l'affectation de 1,8 million d'euros (pris notamment sur les fonds initialement alloués au projet de tram-train) au renforcement et à la sécurisation de la route du Littoral. S'y ajoutent d'autres chantiers routiers, notamment sur l'extension de la RN 3. 
Il choisit également de faire participer la région au financement de la continuité territoriale, qui doit coûter à l'année 8,7 millions d'euros à l'État et autant à La Réunion, ce que ses opposants critiquent. L'organe du Parti communiste réunionnais, Témoignages, l'accuse de faire « payer [cette] somme aux Réunionnais », estimant au contraire que « ce n’est pas à eux de financer cette dotation publique » et qu'il s'agit d'un « droit pour tous les citoyens de la République » et que le principe de l’égalité doit être respecté en la matière.
Le 13 janvier 2012, il succède à Paul Vergès à la présidence du conseil de surveillance de la compagnie aérienne Air Austral. Il quitte cette fonction le 24 février 2015, après que la Chambre régionale des comptes a critiqué le cumul de son mandat avec celui de président du conseil de surveillance de la SEMATRA, principal actionnaire de la compagnie aérienne, où il avait été élu le 24 septembre 2010.
Lors des élections régionales de 2015 à La Réunion, la liste qu’il conduit l’emporte au second tour (52,7 %) face à la liste d’union de la gauche conduite par la députée Huguette Bello (47,3 %). Il est ainsi réélu président du conseil régional le 18 décembre 2015 avec 29 voix.
Il annonce dans un premier temps parrainer François Fillon pour la primaire présidentielle des Républicains de 2016. Il parraine ensuite Nicolas Sarkozy, contrarié par les propos de l'ancien Premier ministre sur la colonisation. Du 11 au 14 février 2017, pendant la campagne présidentielle, il est au côté de François Fillon, mis en cause dans des affaires judiciaires, pendant la visite de celui-ci à La Réunion. Il est également présent au meeting de soutien à François Fillon sur la place du Trocadéro le 5 mars 2017.
Il quitte Les Républicains en janvier 2018. Avec le président du conseil départemental, Cyrille Melchior, il apporte son soutien à la liste La République en marche d'Emmanuel Macron lors des élections européennes de 2019.
Candidat à sa succession pour les élections régionales de 2021 à La Réunion,, Didier Robert arrive en tête au premier tour avec 31,1 % des voix. Il est battu au second tour par Huguette Bello, obtenant 48,2 % des suffrages exprimés. Celle-ci lui succède à la tête de la région le 2 juillet 2021. Deux ans plus tard, il n'assiste pas aux festivités marquant le 40e anniversaire de la création du conseil régional de La Réunion, dont il a été président pendant onze ans.

### Conseiller municipal de Saint-Denis (2020-2021)
Il se porte candidat aux élections municipales de 2020 à Saint-Denis. À la tête de la liste « Saint-Denis, c'est le moment », il met en avant les thèmes de la sécurité, de la lutte contre l’habitat indigne, de la mobilité et de la famille. Il se voit refuser l’investiture du parti Les Républicains, qu’il a quitté en 2018.
Sa liste arrive en deuxième position au premier tour avec 24,9 % des suffrages, derrière la liste d’union de la gauche conduite par la députée Ericka Bareigts (42,7 %) et devant la liste divers centre de la sénatrice Nassimah Dindar (13 %). Les négociations avec cette dernière en vue du second tour échouent et, alors que Nassimah Dindar fusionne sa liste avec celle d'Ericka Bareigts,, Didier Robert retrouve le soutien des Républicains. Battu au second tour avec 41,1 % des voix face à Ericka Bareigts, il est élu conseiller municipal de Saint-Denis et conseiller communautaire de la communauté intercommunale du Nord de La Réunion (CINOR).
En outre, la quasi-totalité des candidats auxquels Didier Robert a apporté son soutien propre ou celui de son parti, Objectif Réunion, sont battus lors de ces élections. Imaz Press Réunion parle de « défaite décisive et importante à moins d’un an des élections régionales » et le qualifie de « grand perdant » de ce scrutin.
Le 4 novembre 2021, Didier Robert démissionne de ses mandats de conseiller municipal, de conseiller communautaire et de conseiller régional,,. Il annonce alors mettre un terme à sa carrière politique pour se consacrer à sa société de conseils et d’accompagnement aux entreprises et aux particuliers.

## Affaires et controverses

### Cumul des mandats, des fonctions et des indemnités
Didier Robert est un des élus français qui a le plus cumulé de mandats et fonctions et donc d'indemnités. En 2009, selon le classement des députés cumulant le plus de mandat du journal Le Monde, Didier Robert est en 48e position, avec un « budget théorique » à gérer de 138 millions d'euros,.
En 2013, selon le magazine L'Express, il est le 56e « cumulard » de la République au classement national comptant 1 573 élus, et premier au classement réunionnais,.
Le JIR affirme en septembre 2014 au regard sa déclaration d'intérêt de sénateur, qu'il déclare environ 15 000 € par mois (6 800 € de la SPLA Maraïna, 4 571 € en tant que président de région, et 7 100 € en tant que sénateur). Par ailleurs, il reçoit aussi des « jetons de présence » au conseil de surveillance d'Air Austral estimé entre 500 € et 1 000 € par séance (il assiste à 4 à 5 séances par an). 
En janvier 2016, il fait voter lors de la première assemblée plénière de l'année du conseil régional une indemnité de fonction maximale de 5 512 € bruts. Ainsi, il bénéficie d'une indemnité logement de 2 300 € mensuelle. Les conseillers régionaux d'opposition Thierry Robert et Huguette Bello dénoncent l'augmentation de cette indemnité.
En décembre 2018, pendant le mouvement des Gilets jaunes, il affirme qu'il prône « un homme, un mandat ».

### Affaire de la SPLA Maraïna
Fin novembre 2010, lors de la visite de la ministre Marie-Luce Penchard à La Réunion, Didier Robert s'est fait désigner comme PDG de la SPLA (société publique locale d'aménagement) Maraïna et s'est attribué une rémunération de 6 800 € nets par mois. Cette SPLA a été créée en janvier 2010 par Paul Vergès dans l'objectif de conduire le projet du tram-train, celui-ci ne recevait aucune rémunération à ce titre. Comme Didier Robert avait abandonné ce projet il a requalifié les missions de cette SPLA. En 2014, Didier Robert laisse sa place à Fabienne Couapel-Sauret qui a une rémunération inférieure à la sienne, de 4 500 € nets par mois. En 2017, la Chambre régionale des comptes dénonce cette structure car trop dépendante de la Région et critique le montant de rémunération des PDG de la SPLA Maraïna,. Selon sa déclaration du 18 décembre 2015 à la HATVP, il a reçu à ce titre 84 416 € en 2011, 87 977 € en 2012, 87 677 € en 2013 et 83 211 € en 2014.

### Affaire des musées régionaux
En novembre 2017, Karine Nabenessa, élue d'opposition au conseil régional, dénonce « un gaspillage d'argent public […] caractérisé sur certains salaires de complaisance » dans la gestion de la SPL Réunion des musées régionaux (RMR). Elle dénonce les augmentations de salaires de la direction proche de Didier Robert alors que la SPL est déficitaire. 
Le 10 octobre 2018, une enquête pénale est ouverte, car Didier Robert est suspecté d'un « détournement de fonds publics et recel de fonds publics ». 
Le 8 novembre 2018, la presse révèle qu'il est devenu président-directeur général de la SPL Réunion des musées régionaux le 3 juillet 2018 par vote du conseil d'administration de cette SPL. Par conséquent, il bénéficie d'un salaire de 6 800 € net (8 400 € brut) par mois, soit une augmentation de 52 % par rapport à la personne qui occupait le poste auparavant. De plus, il mettait en place un plan de licenciement économique à cette période. La presse locale note qu'il s'agit d'un montant analogue à la somme qu'il percevait à la SPLA Maraïna. Cette révélation suscite un fort scandale et de nombreuses réactions politiques dans l'île.  
Lors du mouvement des Gilets jaunes, fin novembre 2018, il est obligé de démissionner de ce poste. Le journal Le Quotidien révèle qu'il a mis en place un stratagème pour récupérer 33 mois d'arriérés de salaires à la SPL RMR (environ 120 000 €) sur la période de mars 2016 à juillet 2017. Il déclare le 17 décembre 2018 à la Haute Autorité pour la transparence de la vie publique avoir reçu 35 204 € nets en 2017 et 78 147 € nets en 2018, de la part de la SPL RMR. 
Le 17 janvier 2019, la Chambre régionale des comptes demande à Didier Robert le remboursement des salaires qu'il a perçu entre 2017 et 2018 en sa qualité de PDG de la SPL RMR, car elle dénonce l'absence de fondement juridique à ces versements. L'avocat de Didier Robert, Me Creissen, conteste cette lecture des faits qu'elle juge « erronée ». Didier Robert est interrogé en septembre 2019 sur ses revenus. Le 21 mai 2021, il est condamné à 15 mois de prison avec sursis et 3 ans d'inéligibilité par le tribunal correctionnel de Saint-Denis. Didier Robert annonce vouloir faire appel de cette décision,. 
En décembre 2021, Didier Robert renonce finalement à faire appel. La condamnation devient donc définitive.

### Affaire Corine Beaulieu: emploi familial et contournement de la loi
Didier Robert est depuis longtemps entouré de sa conjointe dans l'exercice de ses fonctions politiques. Lors de son élection à la région en 2010, Corine Beaulieu devient directrice de la communication et cheffe de cabinet. 
En novembre 2017, en raison de la loi de moralisation initiée par François Bayrou, interdisant l'embauche de leurs conjoints ou enfants par des élus, Corine Beaulieu doit démissionner de ses postes de cheffe de cabinet auprès de son conjoint Didier Robert. Le cabinet serait désormais dirigé par Vincent Bègue. 
Toutefois, en mars 2018, elle travaille de nouveau à la région Réunion dirigée par son époux, bien qu'elle se présente toujours comme « directrice de l'information et de la communication du conseil régional » sur ses cartes de visites et en signant les communiqués de presse,.
Elle serait réintégrée sur le papier en devenant administratrice de l'inspection générale. L'éditorial du journaliste Yves Montrouge, publié le 4 janvier 2018, qui expliquait qu'elle allait officiellement revenir à la région occuper le poste d'Alain Abbadie, a été supprimé du site de la radio locale Free Dom. Au sein de la région, le journaliste du Quotidien Stéphane Fontaine révèle qu'en mars 2018 des pressions ont été faites aux employés par l'envoi de notes internes rappelant que « toutes les informations relatives au dossier d'un agent sont confidentielles » et qu'il y a « l'interdiction faite à tous les agents de faire de sa fonction l'instrument d'une quelconque propagande », ainsi « que des procédures disciplinaires sont susceptibles d'être engagées par la collectivité régionale sur la base de dispositifs de contrôles sur les communications électroniques et/ou contrôles ponctuels des courriels professionnels ».
Entre décembre 2017 et janvier 2018, elle travaille à la mairie de Sainte-Marie dirigée par Jean-Louis Lagourgue, où un poste de « directrice de la culture et du patrimoine » avait été créé pour elle. Mi-décembre, elle se met en disponibilité pour trois ans pour rejoindre la région.

### Attribution des chantiers de la nouvelle route du Littoral
Au printemps 2014, pour donner suite à des dénonciations, le parquet national financier a ouvert une enquête préliminaire pour corruption, favoritisme et trafic d’influence concernant l’attribution des marchés de la nouvelle route du Littoral (NRL),.
Le 15 octobre 2013, le groupement Vinci/Bouygues et GTOI (Colas)/SBTPC avait reçu l’attribution des deux principales tranches du chantier de la NRL pour un montant de 1,2 milliard d’euros, de la part du conseil régional. En décembre 2013, le groupe Eiffage TP qui avait perdu l’appel d’offre avait contesté l’attribution de ces marchés au tribunal administratif de Saint-Denis, celui-ci avait rejeté ses deux recours. 
Le 30 janvier 2015, les gendarmes de la brigade financière ont interrogé Didier Robert au siège de la région concernant l’attribution des marchés de la nouvelle route du Littoral. L’agence de presse Imaz Press qui avait annoncé l’ouverture d’une enquête sous le titre « Les gendarmes à la région » voit quelques jours plus tard les bandeaux publicitaires de la région Réunion sur son site supprimés, et perd ainsi une partie de ses recettes publicitaires.
Le 8 octobre 2015, une quinzaine de perquisitions sont menées concernant cette affaire, notamment au domicile de Didier Robert au quartier de la Montagne à Saint-Denis (cambriolé moins de deux mois avant) et à celui de son épouse Corine Beaulieu à Saint-Paul (considéré comme leur résidence secondaire), au siège du conseil régional, au siège du groupement Vinci-Bouygues au Port et chez des élus comme Dominique Fournel. Lors de ces perquisitions, le couple Robert-Beaulieu était à Paris dans le cadre de « divers rendez-vous institutionnels »,,.
Au mois d’août 2015, plusieurs mois avant les élections régionales de décembre 2015 où Didier Robert était candidat à sa réélection, son domicile dionysien avait été cambriolé, alors qu’il y dormait avec sa famille. Quelques bijoux, deux téléphones mobiles (celui qu’il utilise pour le Sénat et pour la campagne des régionales à l’époque en cours) et des ordinateurs privés et professionnels avait été dérobés. Des soupçons quant à l’origine de ce cambriolage avait été émis, affirmant qu’il pourrait s’agir d’un cambriolage « commandité » avant l’arrivée des enquêteurs du PNF, visant à faire disparaître des preuves compromettantes. Après avoir retrouvé les objets en juin 2017, en décembre 2017, trois personnes considérées comme étant les receleurs des objets volés chez Didier Robert ont été condamnées, mais les voleurs n’ont jamais été retrouvés,,. 
Le 20 et 21 juin 2017, Dominique Fournel, conseiller régional, et des salariés administratifs de la région sont placés en garde à vue et le député-maire Thierry Robert est entendu comme témoin,,,,. 
En septembre 2018, la procureur Éliane Houlette du PNF vient à La Réunion en visite pour faire le point sur cette affaire et les autres en cours dans l’île,,,.

### Affaire des emplois au sein du cabinet du président du conseil régional de La Réunion
En 2020, la Chambre régionale des comptes (CRC) procède à un signalement après avoir effectué un contrôle des comptes et de la gestion des ressources humaines du conseil régional de La Réunion pour les exercices 2015 à 2020. La CRC relève l’embauche de vingt-deux collaborateurs au sein du cabinet de l’ancien président de la région au lieu des six autorisés par la loi. Même si leur nombre est ensuite réduit, dix-neuf d'entre eux sont soupçonnés d’avoir été recrutés pour réaliser des activités de soutien politique à Didier Robert, missions n'incombant pas à un membre de cabinet à la présidence d'une région. Le coût total de ces faits présumés de « détournements de fonds publics, faux en écriture publique et prise illégale d’intérêts » est d'environ 1,5 million d’euros,. 
Didier Robert, entendu deux fois en audition libre par les policiers en 2021, nie les faits,. Le 15 septembre 2023, il se présente avec son avocat au palais de justice de Champ Fleuri pour être auditionné par un juge afin de saisir le tribunal administratif. La procureure de la République de Saint-Denis, Véronique Denizot, refuse. Finalement, le procès en correctionnelle de Didier Robert et dix autres prévenus se tient du 15 au 17 avril 2024. Il conteste les faits. Le 18 avril, douze mois de prison avec sursis, 50 000 euros d’amende et 5 ans d'inéligibilité sont requis à son encontre pour prise illégale d’intérêt et détournement de fonds publics par la procureure Véronique Denizot,. Le 21 mai, tous les prévenus dont Didier Robert sont relaxés, le président du tribunal de Saint-Denis estimant que l'enquête n'avait pas apporté d'éléments suffisants pour prouver la réalité des faits reprochés. Mais, le lendemain, le parquet décide de faire appel de cette décision.

### Indemnités de résidence
Didier Robert est jugé en octobre 2024 pour « concussion » et « prise illégale d’intérêts ». Il lui est reproché d'avoir fait payer par le conseil régional de La Réunion le loyer et l'entretien d'une villa avec piscine qu'il a occupé avec sa famille entre janvier 2016 et février 2020.

## Détail des mandats et fonctions

### Au Parlement
- 20 juin 2007 – 13 novembre 2010 : député de la 3e circonscription de La Réunion.
- 1er juillet 2014 – 1er octobre 2017 : sénateur de La Réunion.

### Au niveau local
- 2001-2006 et 2010-2012 : adjoint au maire du Tampon.
- 30 mars 2004 – 30 juin 2007 : conseiller régional de La Réunion.
- 20 janvier 2006 – 13 avril 2010 : maire du Tampon.
- 25 janvier 2006 – 31 décembre 2009 : président de la communauté de communes du Sud.
- 1er janvier 2010 – 17 avril 2014 : président de la communauté d'agglomération du Sud.
- 26 mars 2010 – 4 novembre 2021 : conseiller régional de La Réunion.
- 26 mars 2010 – 2 juillet 2021 : président du conseil régional de La Réunion.
- 28 juin 2020 – 4 novembre 2021 : conseiller municipal de Saint-Denis et conseiller communautaire de la CINOR.

### Autres
- 2006-2010 : président du groupe hospitalier Sud Réunion (GHSR)[123].
- Septembre 2012 – septembre 2013 : président de la Conférence des présidents des régions ultrapériphériques[124].
- Mai – décembre 2014 :  président des Îles Vanille (regroupant Maurice, La Réunion, les Seychelles, les Maldives, Mayotte, les Comores et Madagascar)[125].

## Synthèse des résultats électoraux

### Élections législatives
| Année | Parti | Parti | Circonscription  | 1er tour | 1er tour | 1er tour | 2d tour | 2d tour | 2d tour | Issue |
| Année | Parti | Parti | Circonscription  | Voix     | %        | Rang     | Voix    | %       | Rang    | Issue |
| ----- | ----- | ----- | ---------------- | -------- | -------- | -------- | ------- | ------- | ------- | ----- |
| 2007  |       | UMP   | 3e de La Réunion | 30 090   | 44,7     | 1er      | 48 822  | 62,4    | 1er     | Élu   |

### Élections régionales
Les résultats ci-dessous concernent uniquement les élections où il est tête de liste.
| Année | Parti | Parti | Région     | 1er tour | 1er tour | 1er tour | 2d tour | 2d tour | 2d tour | Sièges obtenus |
| Année | Parti | Parti | Région     | Voix     | %        | Rang     | Voix    | %       | Rang    | Sièges obtenus |
| ----- | ----- | ----- | ---------- | -------- | -------- | -------- | ------- | ------- | ------- | -------------- |
| 2010  |       | UMP   | La Réunion | 62 643   | 26,4     | 2e       | 143 485 | 45,5    | 1er     | 27 / 45        |
| 2015  |       | LR    | La Réunion | 107 281  | 40,4     | 1er      | 173 592 | 52,7    | 1er     | 29 / 45        |
| 2021  |       | UCD   | La Réunion | 71 798   | 31,1     | 1er      | 141 745 | 48,2    | 2e      | 16 / 45        |

### Élections municipales
Les résultats ci-dessous concernent uniquement les élections où il est tête de liste.
| Année | Parti | Parti | Commune     | 1er tour | 1er tour | 1er tour | 2d tour | 2d tour | 2d tour | Sièges obtenus |
| Année | Parti | Parti | Commune     | Voix     | %        | Rang     | Voix    | %       | Rang    | Sièges obtenus |
| ----- | ----- | ----- | ----------- | -------- | -------- | -------- | ------- | ------- | ------- | -------------- |
| 2008  |       | UMP   | Le Tampon   | 21 500   | 61,4     | 1er      |         |         |         | 40 / 49        |
| 2020  |       | DVD   | Saint-Denis | 10 073   | 24,9     | 2e       | 18 368  | 41,1    | 2e      | 11 / 55        |

## Distinctions
- Médaille d’or de l’Étoile européenne du dévouement civil et militaire (EEDCM)[129].
- Chevalier de l'ordre national du Mérite, il est suspendu de cet ordre en janvier 2025 pour une durée de 8 ans[130],[131].